# Gmina Cetingrad
Gmina Cetingrad (chorw. Općina Cetingrad) – gmina w Chorwacji, w żupanii karlowackiej. W 2011 roku liczyła  2027 mieszkańców.